# مارتن فاينبيرغ
مارتن فاينبيرغ (بالإنجليزية: Martin Feinberg)‏ هو مهندس ورياضياتي أمريكي، ولد في 2 أبريل 1942 في نيويورك في الولايات المتحدة.